# کیمبرلی فاستر
کیمبرلی فاستر (انگلیسی: Kimberly Foster؛ زادهٔ ۶ ژوئیهٔ ۱۹۶۱) یک هنرپیشه اهل ایالات متحده آمریکا است.
او در فیلم یک تابستان دیوانه بازی کرده‌است.